# Багджат Талгуні
Багджат Талгуні (араб. بهجت التلهوني; 1913–1994) — йорданський політик, чотири рази очолював уряд Йорданії.